# Dorniger Moosfarn
Der Dornige Moosfarn (Selaginella selaginoides) ist eine Pflanzenart aus der einzigen Pflanzengattung Moosfarne (Selaginella) der Familie der Moosfarngewächse (Selaginellaceae) in der Ordnung der Moosfarnartigen (Selaginellales) innerhalb der Bärlapppflanzen (Lycopodiophyta).

## Beschreibung
Der Dornige Moosfarn ist eine ausdauernde krautige Pflanze und erreicht eine Wuchshöhe von 2 bis 8, selten bis zu 15 Zentimetern. Die Sprossachsen sind liegend bis aufrecht. Sie haben am unteren Ende unter den zwei bleibenden Keimblättern eine kleine Knolle, aus der die verzweigten Wurzeln hervorgehen. Die Laubsprosse sind im Unterschied zum Schweizer Moosfarn im Querschnitt rund und aufrecht. Die wechselständigen und allseitig abstehenden Laubblätter sind alle gleichgestaltig und fransig gezähnt, bei einer Länge von 2 bis 3, selten bis zu 5 Millimetern sowie einer Breite von 0,5 bis 1, selten bis zu 1,5 Millimetern dreieckig bis schmal-eilanzettlich mit einer scharfen Spitze am oberen Ende. Der Rand besitzt auf jeder Seite ein bis fünf Zähne. Die Blätter sind meist dunkel-grün und an den aufrechten fertilen Sprossen gelblich. Der Sporophyllstand ist 1 bis 3, selten bis zu 5 Zentimeter lang und vom Laubspross nicht oder kaum abgesetzt. Die Sporophylle sind 3 bis 5, selten bis zu 6 Millimeter lang, 1,5 Millimeter breit, gelblich-grün mit mehreren langen Zähnen. Die Sporangien sind gelb oder hell- bräunlich.
Im unteren Bereich sitzen die Makrosporangien, im oberen die Mikrosporangien.
Sporenreife ist von Juni bis September.
Die Chromosomenzahl beträgt 2n = 18.

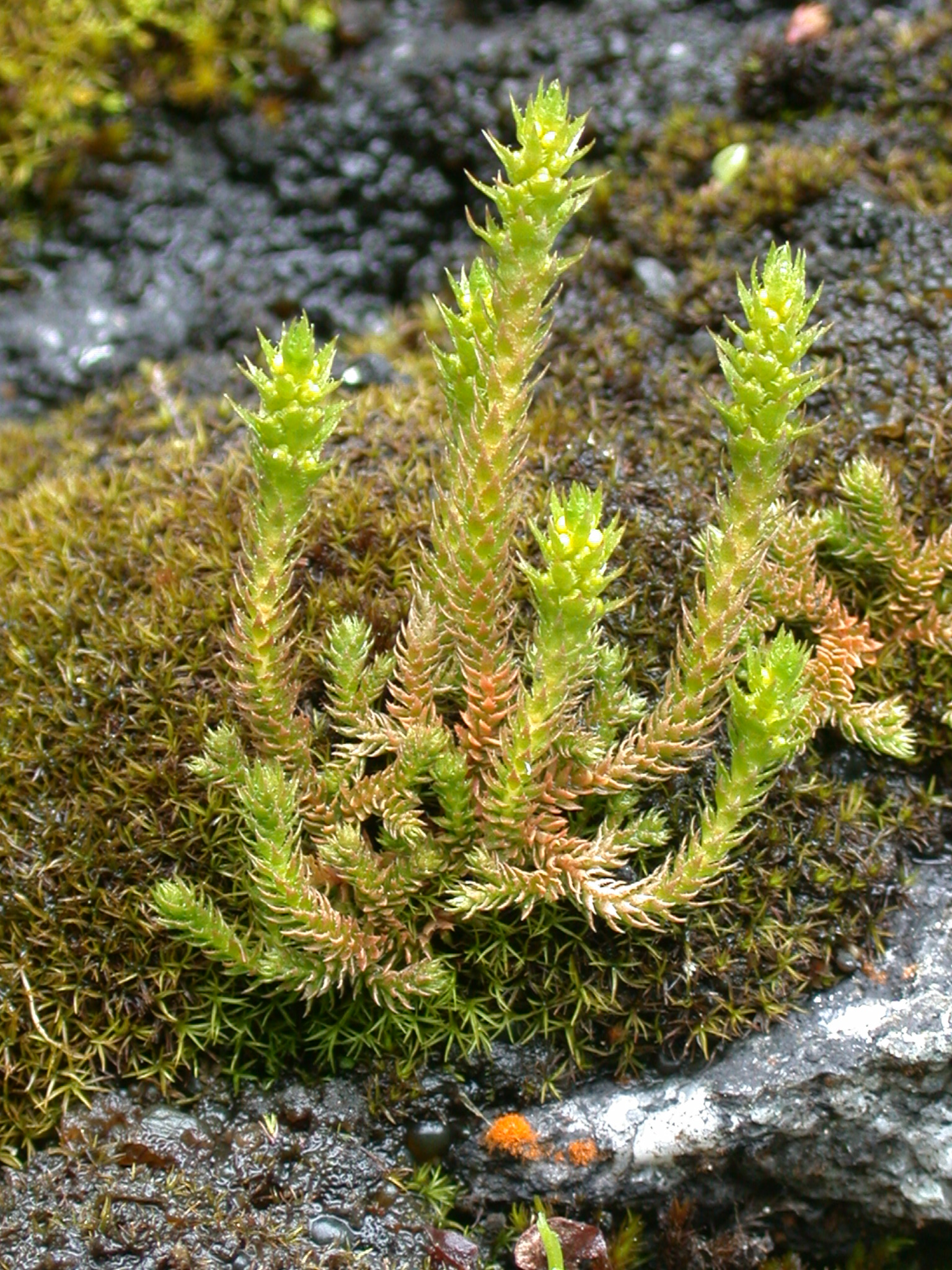
Habitus

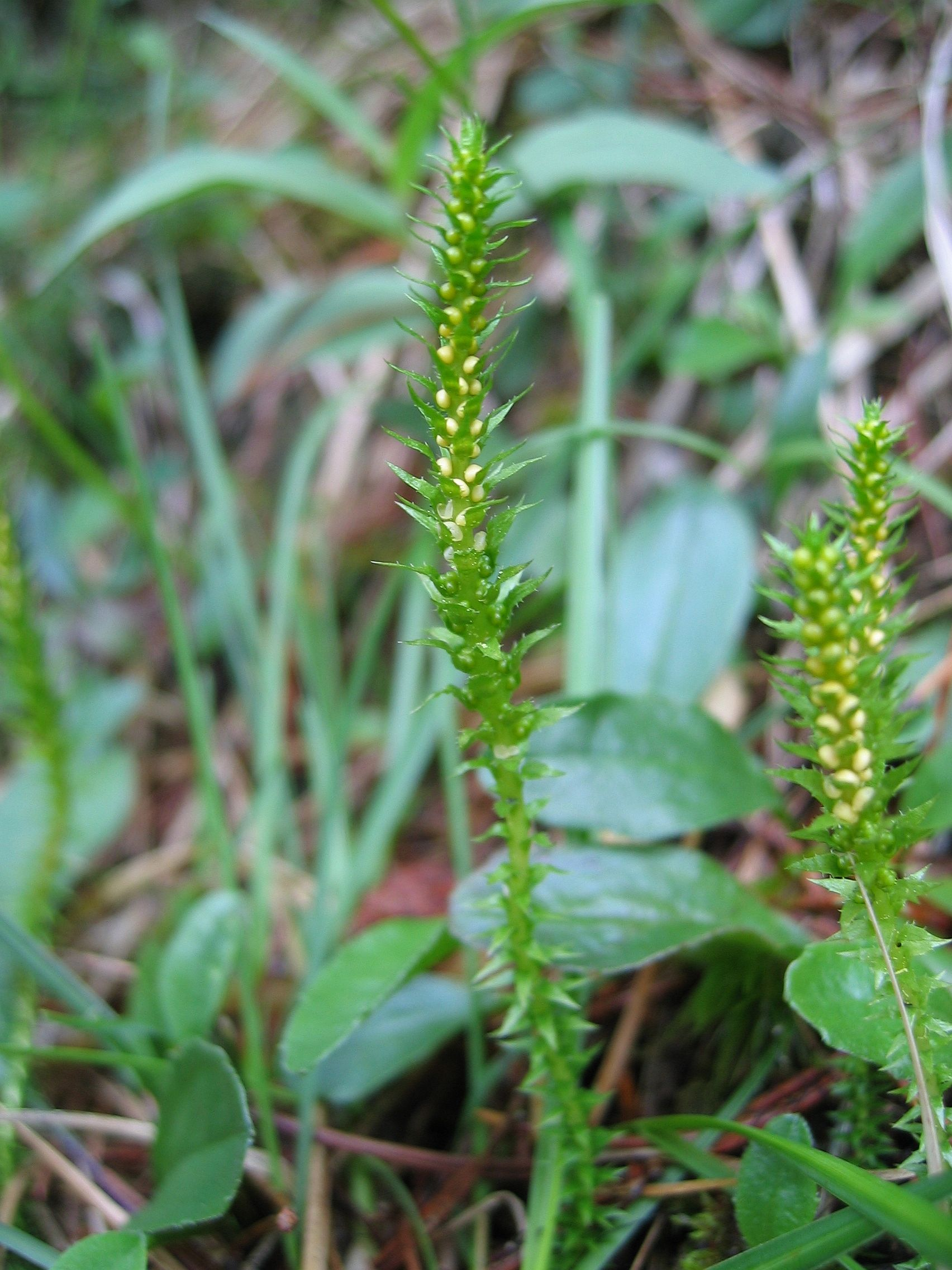
Sporophyllstand

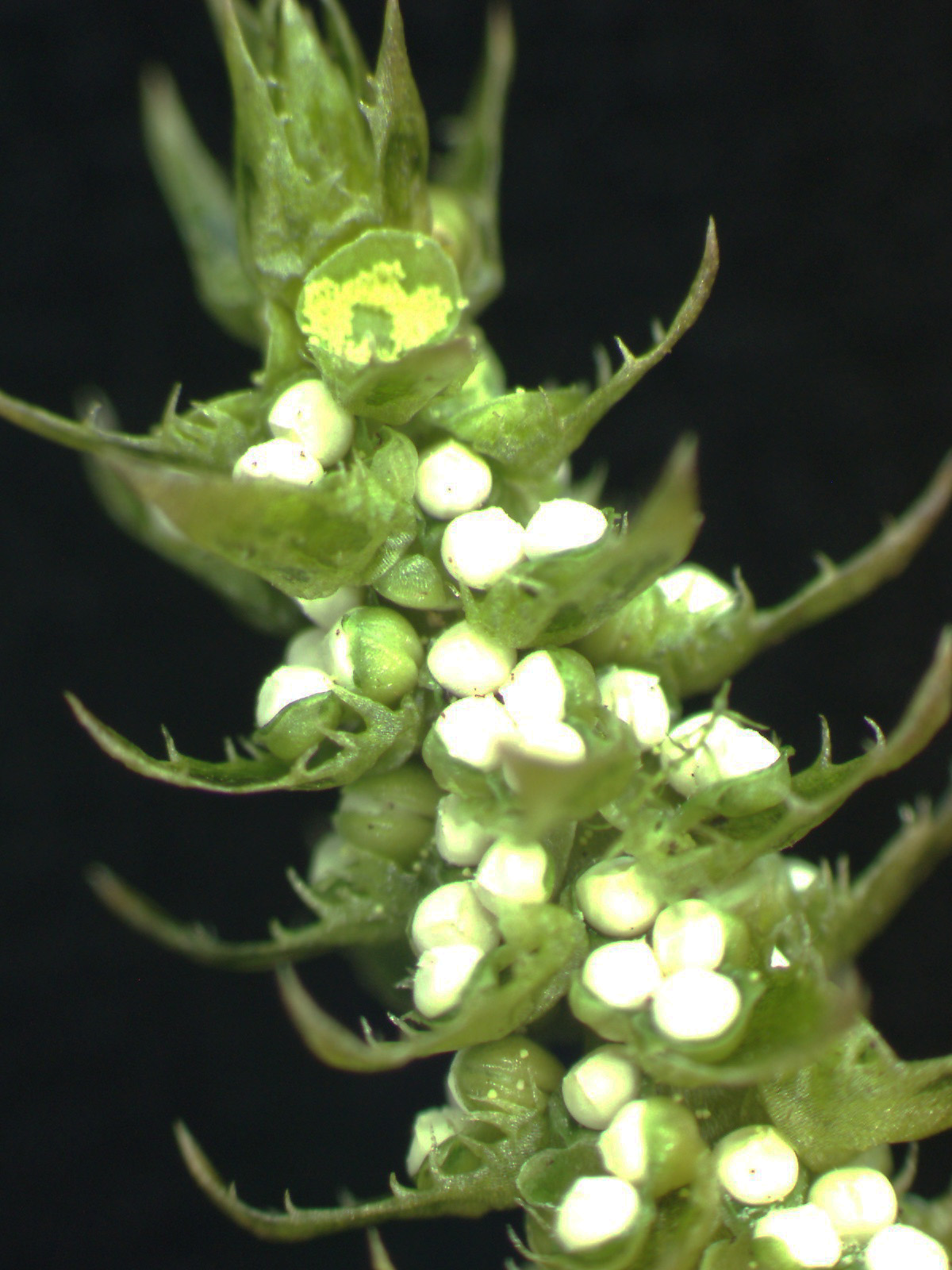
Sporangien

## Vorkommen
Der Dornige Moosfarn ist zirkumpolar arktisch-alpin verbreitet und kommt auf der Nordhalbkugel in Eurasien und in Nordamerika vor. Speziell in Europa tritt er vor allem im nördlichen Teil auf (bis Norwegen, ostwärts bis zum Ural), in England, Irland; in Mittel- und Südeuropa kommt er vor in den Alpen, im Alpenvorland, dem Schweizer Jura, den Pyrenäen, den Karpaten, dem Erzgebirge (selten), dem Riesengebirge und in Südosteuropa. In Europa gibt es Fundortangaben für in fast allen Ländern außer in Portugal, Belgien, den Niederlanden, Litauen, Lettland, Ungarn, Moldau, Belarus, Griechenland und in der Türkei.
In Deutschland kommt er nur in Bayern und Baden-Württemberg vor. Ein früheres Vorkommen auf dem Brocken (Sachsen-Anhalt) ist ausgestorben oder verschollen. In Österreich fehlt er nur in Wien und Burgenland.
Der Dornige Moosfarn kommt in Mitteleuropa in der subalpinen bis alpinen Höhenstufe bis zu einer Höhenlage von 2900 Metern vor, steigt dort aber auch gelegentlich bis 380 Meter herab. In den Allgäuer Alpen steigt er am Hochrappenkopf bis zu einer Höhenlage von 2300 Meter auf.
Er wächst zerstreut in alpinen Magerrasen, in Blaugras-Halden, Rieselfluren und Quellmooren, auf frischen bis feuchten, basenreichen, oft kalkhaltigen, humosen, steinigen Lehmböden. Er ist eine ausgesprochene Lichtpflanze. Der Dornige Moosfarn ist pflanzensoziologisch eine Charakterart der Ordnung Tofieldetalia.
Die ökologischen Zeigerwerte nach Landolt et al. 2010 sind in der Schweiz: Feuchtezahl F = 3+w (mäßig feucht aber mäßig wechselnd), Lichtzahl L = 3 (halbschattig), Reaktionszahl R = 4 (neutral bis basisch), Temperaturzahl T = 2 (subalpin), Nährstoffzahl N = 2 (nährstoffarm), Kontinentalitätszahl K = 3 (subozeanisch bis subkontinental).

## Taxonomie
Die Erstveröffentlichung erfolgte 1753 unter dem Namen (Basionym) Lycopodium selaginoides von Carl von Linné in Species Plantarum Tomus II, Seite 1101. Die Neukombination zu Selaginella selaginoides (L.) Link wurde 1841 durch Johann Heinrich Friedrich Link in Filicum Species in Horto Regio Botanico Berolinensi Cultae, Seite 158 veröffentlicht. Der aktzepierte Name Selaginoides spinulosa (A.Braun ex Döll) Li Bing Zhang & X.M.Zhou wurde 2023 in Plant Diversity, Volume 45, S. 645 veröffentlicht.
Synonyme für Selaginoides spinulosa (A.Braun ex Döll) Li Bing Zhang & X.M.Zhou sind: Selaginella spinosa P.Beauv. nom. illeg., Selaginella spinulosa A.Braun ex Döll, Bernhardia spinosa Gray, Lycopodina spinulosa (A.Braun ex Döll) Bubani, Lycopodioides selaginoides (L.) Kuntze, Lycopodium bryophyllum C.Presl, Lycopodium ciliatum Lam., Selaginella ciliata Opiz nom. illeg., Selaginella selaginoides (L.) P.Beauv. ex Mart. & Schrank, Selaginella spinosa subsp. bahusiensis Gand., Selaginella spinosa subsp. borealis Gand., Selaginella spinosa subsp. bothnica Gand., Selaginella spinosa subsp. delphinensis Gand., Selaginella spinosa subsp. earthusiana Gand., Selaginella spinosa subsp. frigida Gand., Selaginella spinosa subsp. glacialis Gand., Selaginella spinosa subsp. herjedaliensis Gand., Selaginella spinosa subsp. hibernica Gand., Selaginella spinosa subsp. imbricaria Gand., Selaginella spinosa subsp. jugicola Gand., Selaginella spinosa subsp. litigiosa Gand., Selaginella spinosa subsp. ludibunda Gand., Selaginella spinosa subsp. mediana Gand., Selaginella spinosa subsp. nemoricola Gand., Selaginella spinosa subsp. norvegica Gand., Selaginella spinosa subsp. orthophylla Gand., Selaginella spinosa subsp. parvula Gand., Selaginella spinosa subsp. patens Gand., Selaginella spinosa subsp. pyrenaica Gand., Selaginella spinosa subsp. scotica Gand., Selaginella spinosa subsp. vallesiaca Gand., Selaginella spinosa subsp. vieina Gand., Selaginella spinosa subsp. viridissima Gand., Selaginella spinosa var. minor Spring.